# Bomba Mark 82
Mark 82 – amerykańska bomba lotnicza ogólnego przeznaczenia.
Masa nominalna bomby Mark 82 (Mk.82) wynosi 500 funtów (227 kg). Bomba ta jest jedną z najmniejszych i jednocześnie najczęściej obecnie używanych bomb lotniczych. Masa całkowita zależy od masy lotek, zapalnika oraz systemów spowalniających opadanie i wynosi od 510 funtów (253 kg) do 570 funtów (259 kg). Bomba ma postać opływowego stalowego kadłuba wypełnionego ładunkiem tritonalu (80% trotylu i 20% proszku aluminiowego) o masie 192 funtów (87 kg).
Bomba Mk 82 może być używana z wieloma różnymi zestawami lotek, zapalników i systemów spowalniających opadanie w zależności od przeznaczenia.
Mark 82 służy jako głowica bojowa systemów laserowo naprowadzanych bomb typu GBU-12 i GBU-22 i GBU-38 z systemem naprowadzania JDAM. Do nauki bombardowania przy pomocy bomb Mark 82 służy bomba ćwiczebna BDU-45/B.

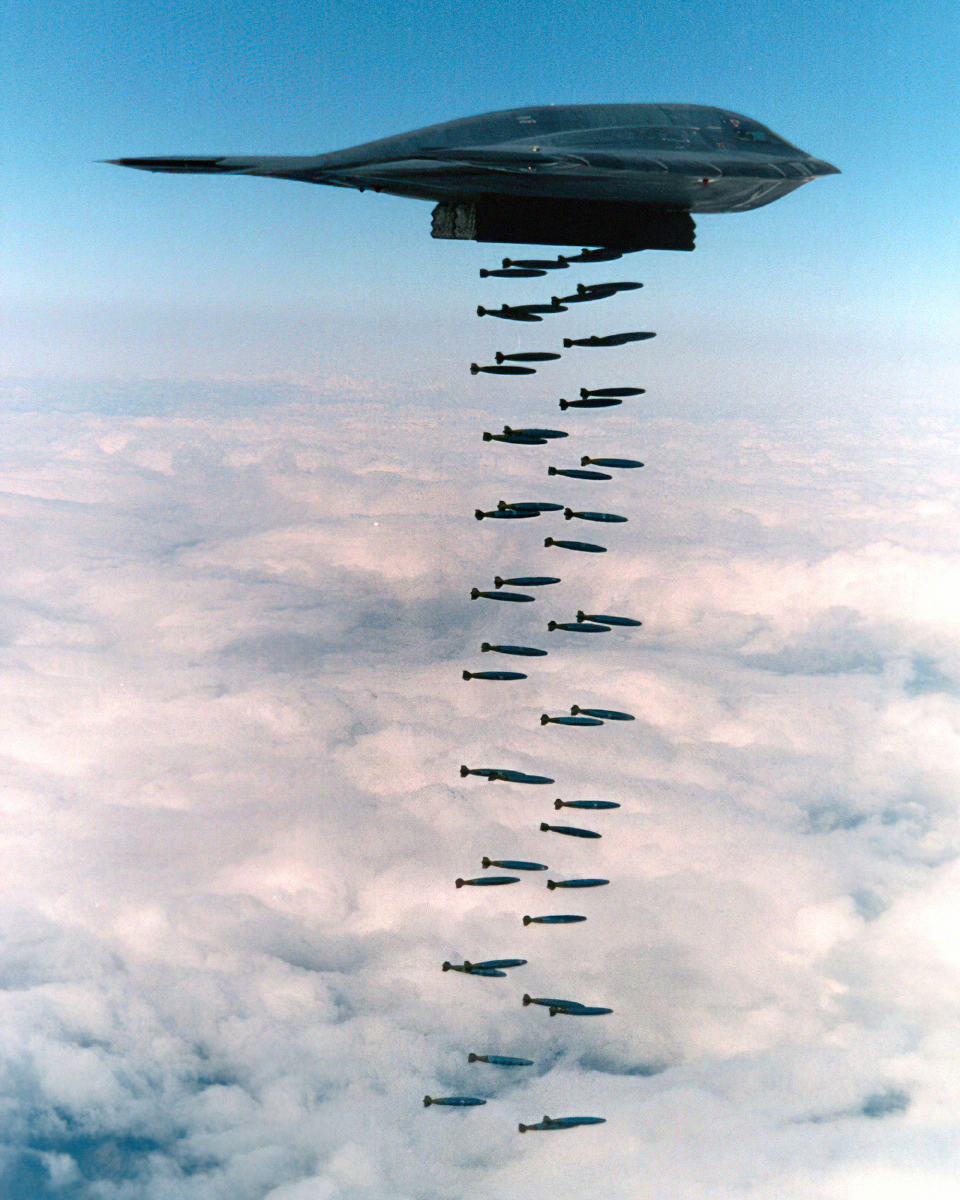
Samolot B-2 Spirit zrzucający bomby Mark 82 w czasie ćwiczeń do Pacyfiku w 1994